# Asperarca
Asperarca är ett släkte av musslor som beskrevs av Sacco 1898. Asperarca ingår i familjen Arcidae.
Släktet innehåller bara arten Asperarca nodulosa.